# آشا روز ميجيرو
آشا-روز ميجيرو (بالإنجليزية: Asha-Rose Migiro)‏ (ولدت في 9 يوليو 1956) هي سياسية ودبلوماسية تنزانية ونائبة الأمين العام للأمم المتحدة من عام 2007 إلى 2012. عُينت كمبعوث خاص للأمين العام للأمم المتحدة لمكافحة الإيذر في أفريقيا في 13 يوليو 2012.

## نشأتها وتعليمها
وُلدت في سونجيا بمنطقة روفوما، وبدأت دراستها في مدرسة منازي مموجا الابتدائية في عام 1963. وانتقلت فيما بعد إلى مدرسة كوروجواي الابتدائية، مدرسة ويرويرو الثانوية، وأخيراً مدرسة كوروجوي الثانوية حيث تخرجت من الثانوية في عام 1975.
حصلت على درجتي الليسانس والماجستير في الحقوق من جامعة دار السلام ودرجة الدكتوراة عام 1992 من جامعة كونستانز بألمانيا. قبل أن تدخل مجال السياسة، عملت كمحاضر أول بكلية الحقوق جامعة دار السلام. وترأست قسم القانون الدستوري والإداري من عام 1992 إلى 1994 وقسم القانون المدني والجنائي من عام 1994 إلى 1997.

## روابط خارجية
- آشا روز ميجيرو على موقع مونزينجر (الألمانية)